# Nutation
 (mars 2023).

La rotation (vert), la précession (bleue) et la nutation en oblique (rouge) d'une sphère.

La nutation est un mouvement périodique de l'axe de rotation d'un objet autour de sa position moyenne, qui s'ajoute à la précession.

## Nutation de la Terre
La nutation a été découverte en 1748 par l'astronome britannique James Bradley (1693-1762) en observant l'étoile Gamma Draconis (Eltanin) en vue de déterminer sa parallaxe.
En raison de l'attraction conjuguée du Soleil et de la Lune, la nutation se traduit par une oscillation de l'axe de rotation de la Terre pouvant aller jusqu'à plus ou moins 17,2″ (secondes d'arc) en longitude et à plus ou moins 9,2" en obliquité avec une période de 18,6 ans, qui est égale à celle de la précession du nœud ascendant de l'orbite lunaire. Le pôle vrai dessine alors autour du pôle moyen une ellipse dont le grand axe mesurant 9,21″ est dirigé vers le point vernal. 
Classiquement, la nutation est composée de deux éléments :
- Nutation en longitude : décrivant l'oscillation du point vernal vrai autour du point vernal moyen. Au 1er janvier 2019 (0h), sa valeur angulaire était de -15,079" selon le modèle AIU80[réf. nécessaire] ou, selon le modèle astronomique plus récent P03 recommandé par l'IMCCE et l'AIU en 2006, de -15,091"[réf. nécessaire].

Au 1er janvier 2021 (0h), sa valeur s'inscrivait à -16,154" (AIU80) ou -16,162" (P03)[réf. nécessaire].
Au 1er janvier 2022 (0h), sa valeur s'inscrivait à -14,339" (AIU80) ou -14,345" (P03)[réf. nécessaire].
Au 1er janvier 2023 (0h), sa valeur s'inscrivait à -10,568" (AIU80) ou -10,571" (P03)[réf. nécessaire].
- Nutation en obliquité : décrivant l'oscillation de l'équateur vrai autour de l'équateur moyen. Au 1er janvier 2019 (0h), sa valeur angulaire était de -4,718" selon le modèle AIU80[réf. nécessaire] ou, selon le modèle astronomique plus récent P03 recommandé par l'IMCCE et l'AIU en 2006, de -4,713"[réf. nécessaire].

Au 1er janvier 2021 (0h), sa valeur s'inscrivait à 1,258" (AIU80) ou 1,265" (P03)[réf. nécessaire].
Au 1er janvier 2022 (0h), sa valeur s'inscrivait à 4,075" (AIU80) ou 4,081" (P03)[réf. nécessaire].
Au 1er janvier 2023 (0h), sa valeur s'inscrivait à 6,542" (AIU80) ou 6,549" (P03)[réf. nécessaire].
Au 1er janvier 2024 (0h), sa valeur s'inscrivait à 8,060'' (AIU80) ou 8,067'' (P03), elle sera maximale le 22 août 2024 (à 13h) avec 9,418'' (AIU80) ou 9,421'' (P03) avant de diminuer à nouveau.
[Interprétation personnelle ?]On observe que cette dernière valeur est bien en retrait des -9,2" de la valeur moyenne extrême de l'amplitude de la nutation en obliquité. Cela s'explique par le fait que, elle-même, l'obliquité moyenne de la Terre diminue continûment (actuellement de -0,468" par an) ; aussi une période de nutation a-t-elle une durée inférieure aux 18,6 années de la précession des nœuds. De plus, l'amplitude de la nutation passe par un maximum plus faible que +9,2" et un minimum plus élevé que -9,2". À titre d'exemple, considérons la période actuelle : la nutation était quasi nulle le 19 décembre 2001 (et nulle, à cette date, à 17h15min03,5s), maximale (+8,988") le 7 avril 2005, quasi nulle le 20 janvier 2011, minimale (-9,583") le 3 janvier 2015, et quasi nulle le 2 avril 2020 (et nulle, à cette date, à 22h44min02s), soit sur une période de 18,29 ans (ou 18,51 ans en considérant les heures exactes indiquées pour les nutations exactement égales à zéro).
Les catalogues d'étoiles donnent habituellement les coordonnées astrométriques des étoiles. Celles-ci sont les coordonnées moyennes à une époque T fixée. Si l'on désire connaître les coordonnées vraies à une autre époque, il est impératif de corriger les coordonnées moyennes en tenant compte de l'effet de la  précession sur la durée écoulée entre les deux époques. Il suffira ensuite de reprendre les  coordonnées obtenues  et de leur ajouter l'effet de la nutation.